# Oneglia
Oneglia (Ineja, Onegia o Inêia in ligure) insieme con Porto Maurizio, dal 1923, è uno dei due centri abitati che formano il Comune di Imperia. Per secoli capitale del Principato di Oneglia, stato indipendente all'interno dalla Repubblica di Genova. È definito dagli strumenti urbanistici del comune come una unità insediativa.
In forte contrasto con la vicinissima Porto Maurizio, che è costruita su un promontorio, Oneglia occupa una zona alluvionale alla foce del torrente Impero. Le zone residenziali più recenti si sono arrampicate sulle colline circostanti, ma il centro storico sorge sulla zona pianeggiante prospiciente il mare.

## Storia

Stemma di Oneglia durante la sua autonomia Comunale

### Le Origini
Oneglia, il cui nome richiamerebbe forse un antichissimo insediamento preaugusteo (pagus Unelia), ha le sue origini sulla collina di Castelvecchio, uno dei probabili sex oppida (insediamenti fortificati) dei Liguri Ingauni,  che domina il torrente Impero, dove oggi sorge la chiesa di Santa Maria Maggiore e rimangono i resti di una torre del castello.
La Ripa Uneliae era invece un borgo di pescatori in riva al mare, probabilmente nella zona dell'attuale Borgo Peri (alla periferia est dell'abitato).

### Roma
Dopo la conquista romana la zona ne segue le vicende storiche. 
Nella ripartizione dell'Italia operata da Augusto il luogo di Oneglia appartiene alla Regio IX che si estendeva da Nicaea (Nizza) fino alla foce del fiume Macra (Magra).

In particolare dall'imperatore Augusto verrà fatta costruire la via Julia, lungo la Riviera di Ponente.
Nel III secolo il Cristianesimo si diffonde in Liguria.
Il V secolo segna gli ultimi anni della decadenza dell'Impero romano d'Occidente. La decadenza di queste coste liguri è descritta in questi anni lo scrittore Claudio Rutilio Namaziano, che compie un viaggio marittimo lungo la costa ligure da Luni alla Gallia.
I Visigoti nel 421 istituiscono la Liguria come Provincia Maritima.

### Medioevo
Nel 476, alla caduta dell'Impero romano,la Liguria diviene parte del regno erulo di Odoacre. 

Nel 493 Teodorico si ribella, gli succede ed instaura il suo  Regno ostrogoto. 
La dominazione gotica perdura fino alla riconquista dell'Occidente decisa da Giustiniano che, nel 552, a conclusione della guerra gotica, riunisce la Liguria, come Provincia Maritima Italorum, all'Impero romano d'Oriente.
L'antico porto canale romano sul torrente Impero finisce interrato e Bisanzio valorizza l'approdo di Porto Maurizio come base militare.
Il dominio bizantino comporta una breve ripresa della zona che dura fino alla conquista longobarda del 642 quando il re Rotari arriva a conquistare la Liguria. Oneglia è parte del Regno longobardo nell'ambito del ducato di Liguria. 
Già nella prima metà dell'VIII secolo le coste liguri cominciano a subire le scorrerie dei predoni saraceni.
Nel 773 il regno longobardo è sconfitto da Carlo Magno, re dei Franchi. Il territorio costiero diventa un contado retto da Albenga. 

Nell'ambito dell'Impero carolingio, alla successione di Carlo Magno, la regione è parte del Regno d'Italia e viene organizzata secondo il sistema feudale.
Nel IX secolo il flagello dei pirati musulmani s'intensifica e le coste cominciano a munirsi di torri d'avvistamento e difesa.
Nel 935 Oneglia è distrutta dai saraceni.
Nel 1100 diviene feudo dei vescovi di Albenga, che però dovranno richiedere l'intervento genovese per controllare i fieri abitanti della zona (si ha notizia di una rivolta nel 1233).

Il nome Unelia compare per la prima volta in un trattato di alleanza fra Albenga e Pisa datato 9 agosto 1145.

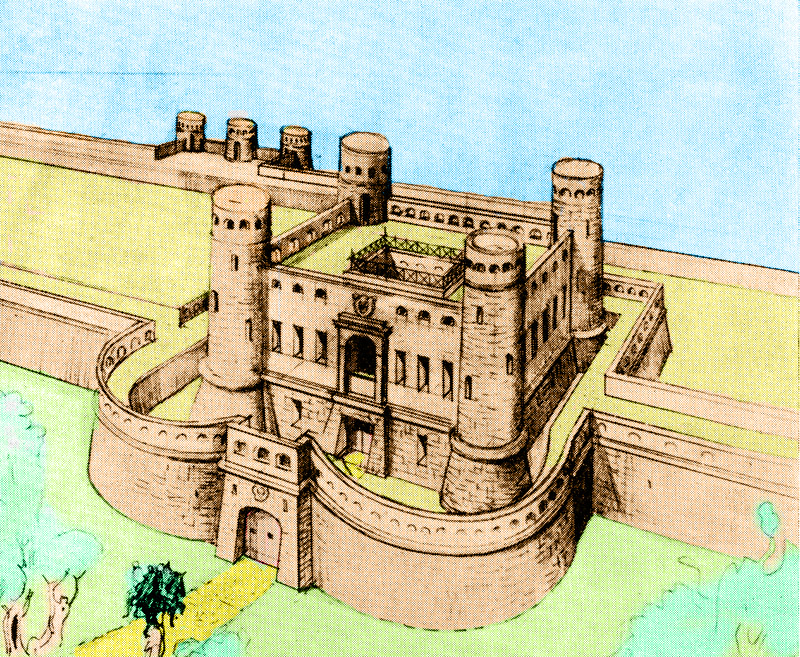
Ricostruzione del castello fatto erigere da Domenico Doria alla fine del XV secolo

### Il Principato di Oneglia
Nel 1298 Oneglia diviene possedimento della potente famiglia genovese dei Doria (vi nacque l'ammiraglio Andrea Doria) che la eresse a principato.
.
Nello stesso periodo storico a Porto Maurizio si era insediato il Vicario della Riviera Occidentale, rappresentante del potere di Genova nel territorio da Savona a Ventimiglia.
Il 25 maggio 1576 Gian Girolamo Doria vende il principato di Oneglia a Emanuele Filiberto di Savoia per seimila scudi d'oro,  trasferendosi in Piemonte ed ottenendo in cambio i feudi di Cirié, del Maro e di Prelà. 

Casa Savoia acquisisce il titolo di principe di Oneglia, che si aggiunge ai numerosi altri titoli nobiliari posseduti dai vari rami della casata. Il Principato di Oneglia diventa così uno dei tanti "Stati dei duchi di Savoia"; infatti i territori posseduti da Casa Savoia non costituivano uno Stato unitario, bensì un insieme di Stati sovrani indipendenti con diverse giurisdizioni, culture e lingue, uniti insieme da un'Unione personale. 

Ciò rese ancor più forte l'isolamento territoriale che ha caratterizzato Oneglia, che rimase però molto legata ai Savoia, sia resistendo al bombardamento francese del 1691, sia contrastando vittoriosamente lo sbarco tentato il 20 maggio dell'anno seguente, respinto da pochi regolari e dalle milizie cittadina e delle Valli con forti perdite francesi. 
Nel 1735 il principato di Oneglia si amplia con l'annessione di ulteriori territori liguri: l'acquisizione del marchesato di Balestrino e dei distretti di Montegrosso Pian Latte, Pornassio, Rezzo, Testico e Stellanello.

### La parentesi francese
Nel corso della guerra della prima coalizione, Oneglia è oggetto delle attenzioni del governo rivoluzionario di Francia. Dopo aver conquistato Nizza il generale francese Anselme, di concerto con l'ammiraglio Truguet, progetta la conquista della città di Oneglia. 

Il 23 novembre 1792 la flotta francese si presenta di fronte alla città, una delegazione è inviata presso le autorità cittadine per trattare la resa, ma viene ricevuta a colpi di fucile che feriscono l'ufficiale comandante la delegazione e uccidono sette delegati. La città è bombardata il giorno stesso, occupata il giorno successivo e viene abbandonata dalle truppe francesi solo dopo averla saccheggiata. 
Due anni dopo, alla testa di tre brigate di fanteria Napoleone Bonaparte, generale di brigata, combatte contro una divisione austriaca e s'impadronisce del forte di Oneglia (8 aprile 1794).

Sotto il dominio francese, l'amministrazione è affidata nell'aprile del 1794 a un commissario rivoluzionario nella persona di Filippo Buonarroti, che conduce un ordinamento amministrativo e politico secondo i suoi orientamenti socialisti nel tentativo di attuare l'abolizione di tutti i privilegi, il censimento dei ricchi e delle loro rendite con specifiche imposizioni fiscali, la distribuzione a buon prezzo del grano ai poveri, il censimento degli indigenti, la vendita dei beni mobili e immobili di coloro che avessero osteggiato la repubblica, l'applicazione della Legge del maximum dei prezzi per non rovinare le risorse del paese, la lotta contro i falsi assegnati, l'istituzione dei Comitati di Istruzione e di scuole primarie e secondarie per una formazione gratuita, popolare e laica.
Nel corso della Campagna d'Italia, nel giugno 1797, Bonaparte pone fine alla storica Repubblica di Genova. Nasce la Repubblica Ligure.

Nel 1798 Oneglia, tornata sotto il controllo dei Savoia, resiste all'assedio della Repubblica Ligure. Nel dicembre dello stesso anni re Carlo Emanuele è costretto ad abdicare e Oneglia entra nella Repubblica ligure nel Dipartimento di Capo Verde.

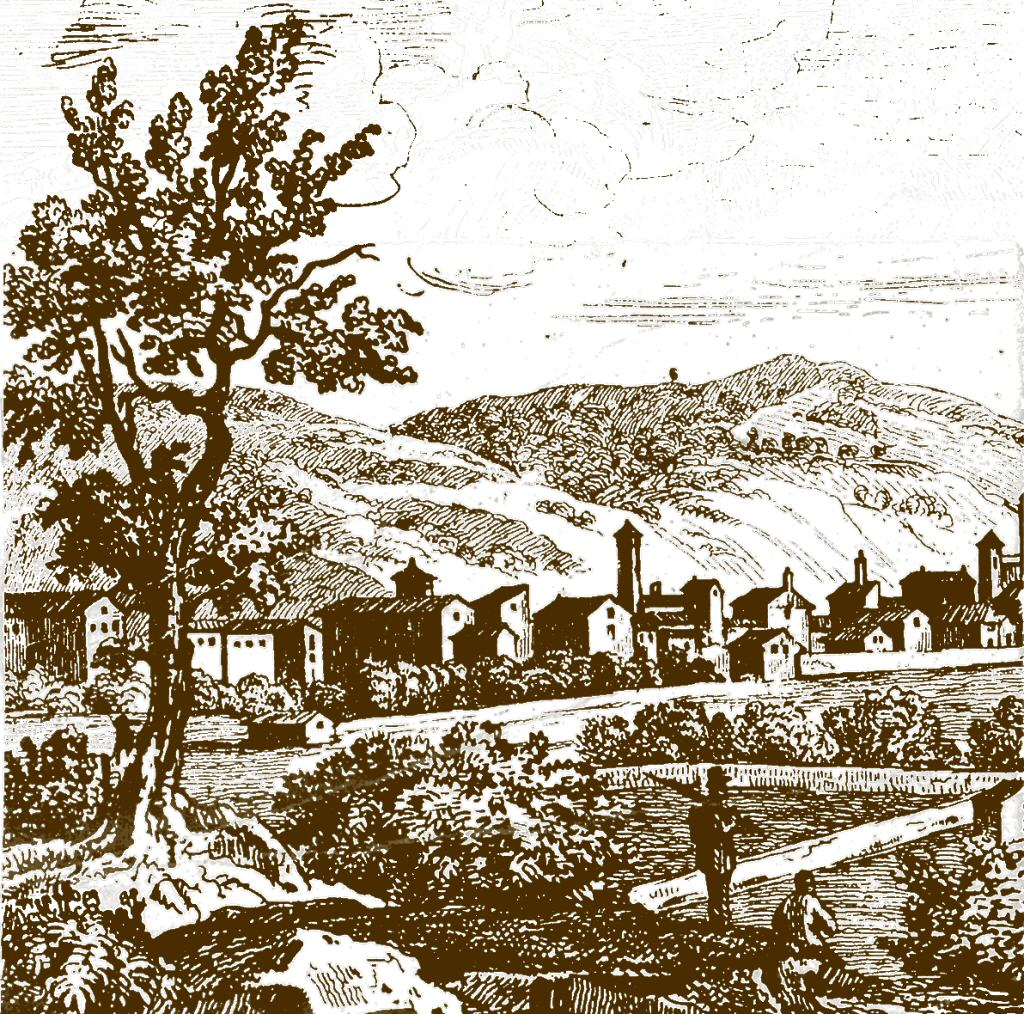
Antica stampa del Fleury che mostra come si presentava Oneglia a inizio Ottocento

Nel 1805 la Repubblica Ligure viene annessa all'Impero Francese.L'economia ligure è asservita agli interessi francesi; nei documenti ufficiali liguri è imposta la lingua francese.
Oneglia è un Circondario nel Dipartimento di Montenotte.

### La Restaurazione
Caduto l'Impero napoleonico con il Congresso di Vienna del 1815, vengono ristabiliti i vecchi confini. L'unica differenza è la cessazione delle repubbliche di Venezia e Genova. In particolare Genova diventa Ducato di Genova, con casa regnante i Savoia, che ne acquisirono il titolo di "Duchi di Genova".

### La fine del Principato
Come detto in precedenza, lo Stato sabaudo non era uno stato unitario, è un termine coniato dagli storici per riferirsi comodamente a tutti quegli Stati sovrani che, in Unione personale, condividevano come monarca un membro di Casa Savoia. 
Nel dettaglio, gli stati che avevano i Savoia come casa regnante ai tempi erano:
- Il Ducato di Savoia
- Il Ducato di Aosta
- Il Principato del Piemonte
- Il Nizzardo
- Il Principato di Oneglia
- Il Ducato di Genova
- E tanti altri...

Fu solamente con la Fusione perfetta del 1847 di questi stati che casa Savoia giunse a governare uno stato unitario con il nome di Regno di Sardegna.

### Dal Risorgimento ai giorni nostri
Dalla creazione del Regno di Sardegna Oneglia, come il resto della Liguria, seguì le sue sorti. 
Con il Risorgimento vide la nascita del Regno d'Italia il 17 Marzo 1861, divenuto nel tempo l'Italia dei giorni nostri.

### Imperia
Nel 1923 il comune di Oneglia, per mezzo di un regio decreto, confluì assieme agli ex comuni di Porto Maurizio, Borgo Sant'Agata, Caramagna Ligure, Moltedo Superiore, Montegrazie, Piani, Poggi, Torrazza e Costa d'Oneglia nel nuovo comune di Imperia, nell'omonima provincia, in Liguria.

### Simboli
Il 29 gennaio 1580 Emanuele Filiberto concesse ad Oneglia il titolo di Città e uno stemma che recava l'emblema dei Savoia, croce bianca su fondo rosso, e nella metà inferiore un olmo, simbolo di libertà comunale, che nella trasposizione nello stemma di Imperia verrà cambiato in un olivo.

## Monumenti e luoghi d'interesse

### Architetture religiose

#### Basilica collegiata di San Giovanni Battista

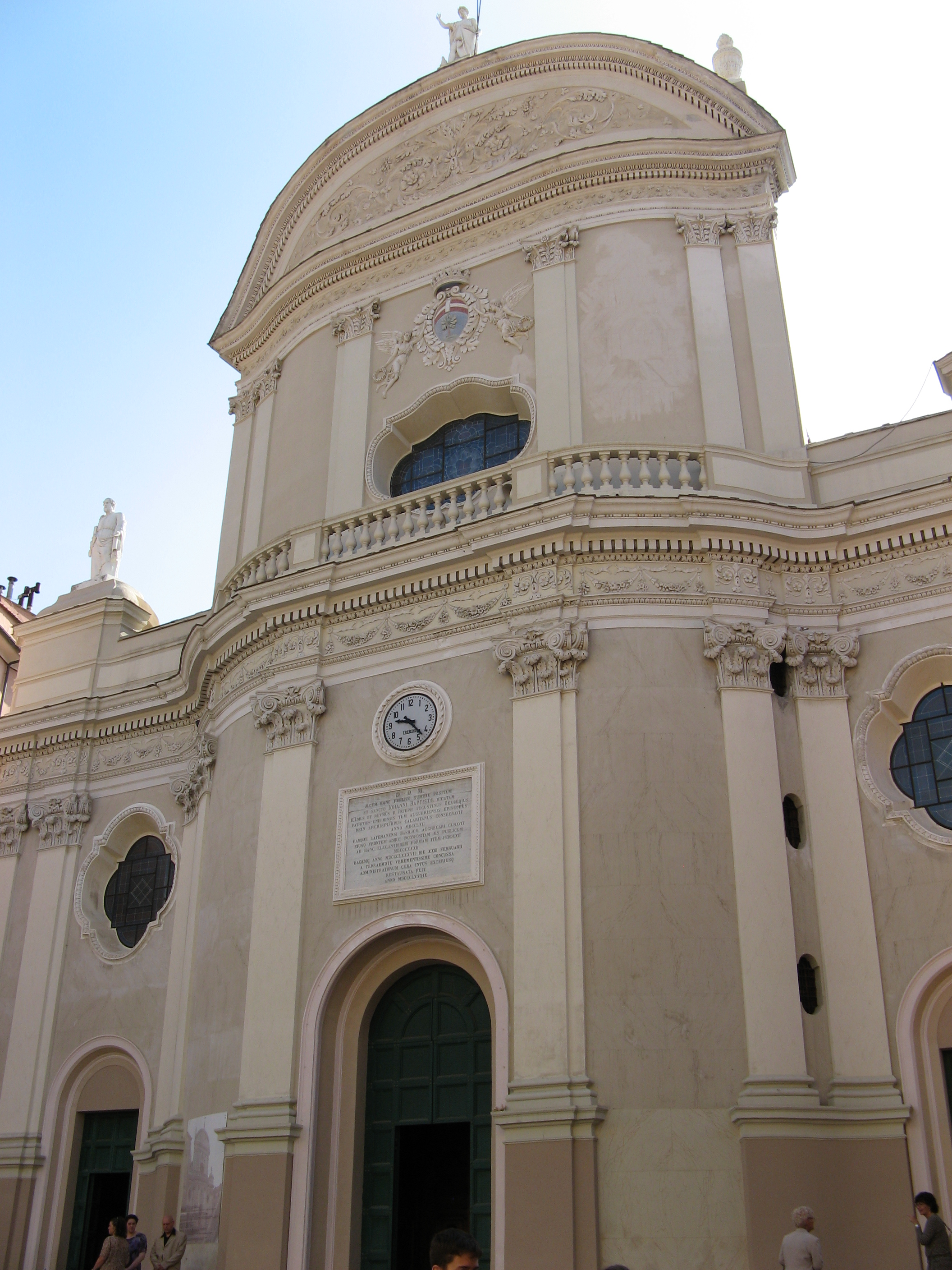
La Basilica di San Giovanni Battista ad Oneglia

Nel centro storico, la chiesa in stile tardo barocco genovese è stata progettata dall'architetto Gaetano Amoretti e consacrata nel 1762. Il 24 giugno 2017 è stata eretta a basilica minore.

#### Altri edifici religiosi
- Chiesa di Santa Maria Maggiore, a Castelvecchio.
- Chiesa di San Camillo.
- Chiesa di San Biagio - dell'Annunziata (ex Padri Minimi), in piazza Calvi. All'interno è una pala con la Vestizione mistica di San Desiderio di Giovanni Domenico Cappellino[12].
- Chiesa de Santi Sebastiano e Rocco, situata vicino ad uno degli oratori più antichi della città e della Diocesi di Albenga-Imperia.[13]
- Chiesa di Nostra Signora di Loreto, costruita intorno al XV secolo, dal 1878 è sede della confraternita di San Martino, a Borgo Peri.
- Chiesa di San Luca, in Via Fanny Roncati Carli.
- Chiesa di Cristo Re, in stile neo-rinascimentale e costruita negli anni 30 del Novecento, a Borgo San Moro.
- Chiesa della Sacra Famiglia, in via Spontone.

### Architetture civili

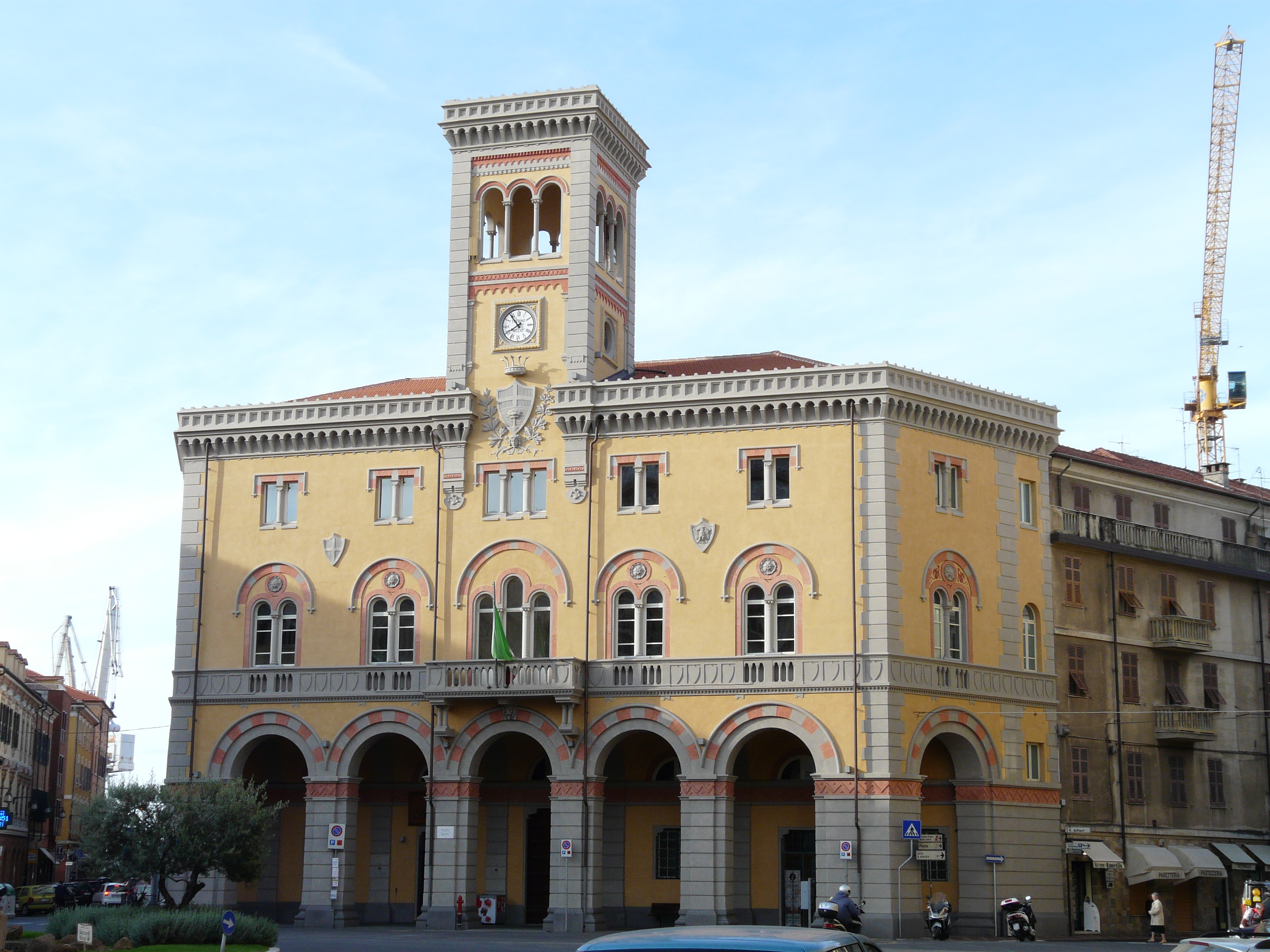
Ex palazzo municipale di Oneglia

- Palazzo Doria (casa natale dell'Ammiraglio Andrea Doria).
- Villa Bianca (detta Villa Grock, dal nome del celebre clown svizzero che la commissionò al geometra Ventimiglia negli anni venti) in stile Liberty. Ha un padiglione delle feste e un giardino animato da una piscina attraversata da un piccolo ponte coperto che sovrasta giochi d'acqua.
- Casa Rossa, villa su Capo Berta che fu dimora del poeta Angiolo Silvio Novaro.
- Il "Cremlino", in stile rinascimentale con torre, fu la sede comunale di Oneglia.
- Caffè Pasticceria Piccardo, è un locale storico di centenaria tradizione, iscritto all'associazione dei Locali storici d'Italia, in piazza Dante.
- Il "Collegio", il grande palazzo oggi adibito ad edificio scolastico in piazza Ulisse Calvi. Nel Settecento è stato un collegio degli Scolopi e ha dato il nome dialettale alla piazza: U Culéggiu.
- Fontana di Piazza Dante, nel centro storico, fu costruita nella seconda metà del XX secolo dal sindaco Carlo Gonan.

### Architetture militari
- Le vecchie mura di Oneglia nel centro storico un tempo circondavano il comune medievale. Di esse non sono rimasti che pochi segni, dietro piazza Ulisse Calvi e alla "Spianata" Borgo Peri, dove la pavimentazione mostra il segno del sedime di una delle torri.[14]

### Altro

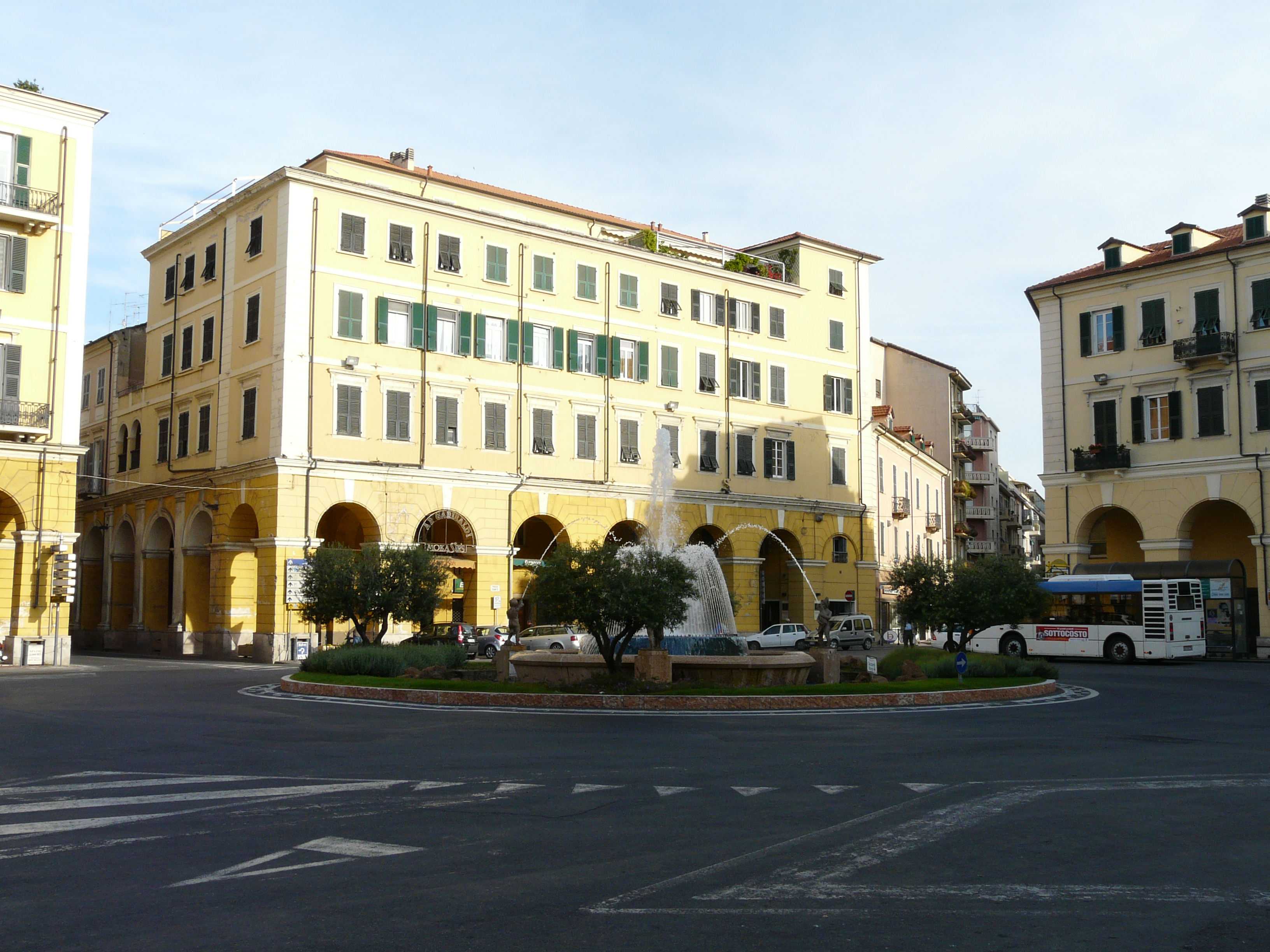
Piazza Dante Alighieri

- Piazza Dante, piazza principale della città, in stile neoclassico, costruita nel 1820. In origine si chiamava Piazza Maria Cristina, in onore della moglie del re Carlo Felice, poi Piazza Maria Teresa, sempre in onore della moglie del re Carlo Alberto. Nel 1891 assunse l'attuale aspetto con l'inaugurazione del Palazzo Comunale di Oneglia e nel 1921 è stata intitolata al poeta fiorentino.[15]
- Portici di via Bonfante, in stile neoclassico di gusto tipicamente sabaudo (i portici vennero realizzati nel periodo in cui la Liguria era parte del Regno di Sardegna).
- Giardini Toscanini, in centro città, dove all'interno si possono ancora vedere i resti delle vecchie Carceri.
- Busto di Manuel Belgrano, generale argentino di origini onegliesi.

## Società

### Tradizioni e folclore

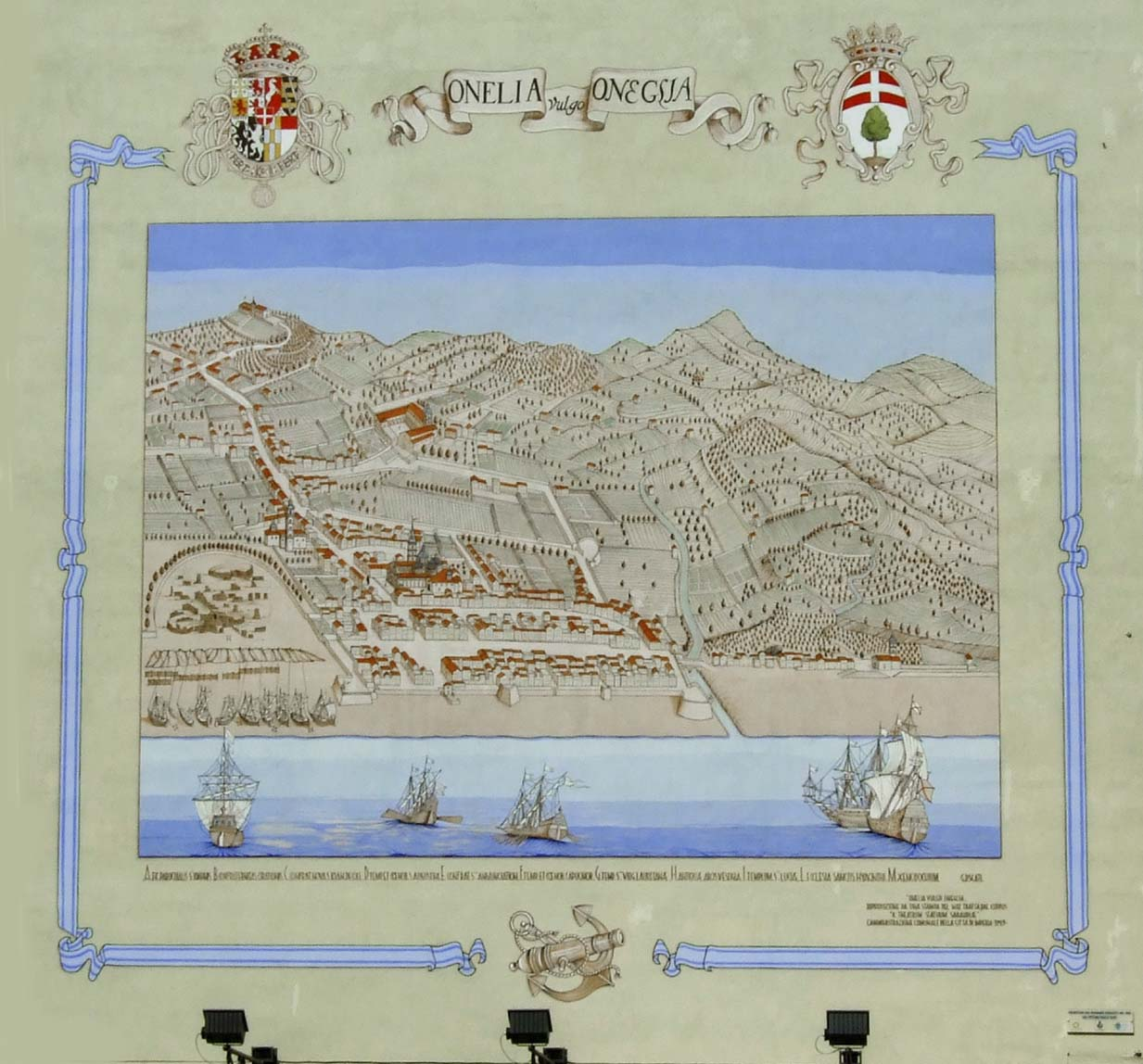
Il grande affresco del 1996 in piazza San Giovanni raffigurante Oneglia nel XVIII secolo

- Gli abitanti di Oneglia vengono spesso chiamati Ciantafùrche ("costruttori di forche") poiché costruivano il patibolo in uno scoglio piatto sul mare (e Giustìçe - Le Giustizie), in una zona fra le due località, ora interrata; mentre quelli di Porto Maurizio vengono detti Cacelòtti poiché nei secoli scorsi la famiglia locale dei Cacello forniva i boia per le esecuzioni capitali.
- Una delle confraternite, quella della Santissima Trinità, aveva fra i propri fini anche quello di raccogliere denaro per poter riscattare i cittadini caduti prigionieri dei pirati.
- Una delle spiagge di Oneglia è detta della Galeazza, dal nome di un grande scoglio triangolare affiorante dall'acqua che ricorda la vela latina delle galee, le tipiche imbarcazioni dei pirati.
- Quando si fa riferimento al campanilismo tra Oneglia e Porto Maurizio spesso, a causa dei rapporti che aveva il Principato di Oneglia con gli altri stati dei duchi di savoia, si pensa che tra le due sia stata Oneglia ad aver ricevuto più "influenze" da parte loro, tuttavia è curioso sapere che in realtà sia l'opposto. Infatti ad Oneglia i costumi, anche a causa della netta prevalenza di una società "contadina", rimasero sempre più grezzi e popolari. Al contrario la società di Porto Maurizio, più mondana a causa del loro porto commerciale frequentato da tutto il mediterraneo, era riuscita a famigliarizzare di più con i costumi sabaudi e anche ad intrattenere fitti scambi con il sud francese.[16]

### Cognomi
Ad Oneglia sono tipici i cognomi: Amoretti, Acquarone, Berio, Belgrano, Gorlero, Marvaldi, ecc... che hanno la caratteristica di essere specifici della città, al più della Riviera di Ponente. Questa "localizzazione" nella diffusione è dovuta anche alla grande "chiusura" territoriale e politica di cui ha goduto la città nel corso dei secoli; che esercitava anche su gran parte dell'entroterra imperiese con il Principato di Oneglia.
A Porto Maurizio i cognomi tipici sono: Dulbecco, Ranixe, Sasso, Vassallo, ecc.... Al contrario di Oneglia, la sua grande esposizione di Porto Maurizio come importante porto commerciale, meta di molteplici rotte provenienti da tutti i paesi Mediterranei e non, si trovano anche diffusi nell'Italia meridionale.

## Cultura

### Gastronomia
- Farinata con cipollotti
- Panissa
- Brandacujun
- Pissalandrea
- Gobeletti
- Cima all'onegliese[19]

## Economia
Quando ancora era un comune autonomo, Oneglia aveva come principali attività industriali la produzione e la commercializzazione di olio d'oliva.
Nell'entroterra è ancora molto diffusa la olivicoltura.
La varietà di oliva tipica del territorio è quella taggiasca, localmente detta anche pignola d'Oneglia relativamente piccola e scura, che dà un olio particolarmente delicato e pregiato. A Oneglia è anche presente la storica azienda dell'Olio Carli e un Museo dell'Olivo situato presso lo stabilimento Fratelli Carli in via Garessio, la storica via degli oleifici.
Una delle maggiori attività industriali, ora molto ridotta, è stata a lungo quella della fabbricazione della pasta (gli antichi fidéi di semola o vermicelli, costruiti artigianalmente). Il pastificio della famiglia Agnesi (che trasferì parte della produzione da Pontedassio a Oneglia), resta uno degli edifici più imponenti, in pieno centro.
Nel periodo intorno alla prima guerra mondiale Oneglia fu scelta, a causa della lontananza dai possibili teatri di operazioni militari, come sede adatta a un'industria siderurgica (le cosiddette Ferriere) che ha dato il nome alla zona circostante. Questa fonderia, fondata nel 1906 dalla società Siderurgica Ligure Occidentale, occupava entrambe le rive della foce del torrente Impero e produceva sia laminati (fino a 25.000 tonnellate l'anno) sia lingotti d'acciaio (50.000 tonnellate l'anno).
Rimase attiva fino al 1930 quando fu smantellata poco dopo essere diventata una proprietà Ilva. I grandi scheletri di cemento armato dei capannoni industriali sono stati abbattuti negli anni novanta dall'amministrazione comunale, suscitando molte polemiche per la sparizione di questo reperto di archeologia industriale. Nel 1997 l'intero complesso è stato cintato e catalogato come monumento e ne restano solamente tre alte ciminiere in mattoni e un basso edificio fatiscente alla foce del torrente Impero.
Alcune piccole attività industriali (es. la Lavanda Coldinava per la distillazione e commercializzazione della lavanda), un tempo diffuse a livello nazionale, sono da tempo sparite, come anche le attività portuali, oggi fortemente ridotte, che hanno per anni avuto un certo sviluppo, ad esempio negli anni settanta (commercio di parti industriali verso la Russia) e prima ancora come porto di imbarco della produzione di auto Fiat verso il sud Italia.
La maggior parte della popolazione lavora oggi nel terziario, ma l'industria olivicola sopravvive soprattutto in produzioni di qualità e ogni anno viene tenuta la rassegna "Olioliva" dedicata all'olio e ai prodotti tipici liguri e della dieta mediterranea.

## Infrastrutture e trasporti
La località era servita dalla stazione ferroviaria di Imperia Oneglia, sulla linea Genova-Ventimiglia, sostituita nel 2016 dalla nuova stazione unificata di Imperia in seguito al raddoppio e allo spostamento a monte della ferrovia.
Il trasporto pubblico è svolto con autoservizi effettuati dalla Riviera Trasporti.
Fra il 1893 e il 1895 la città era collegata alla vicina Porto Maurizio tramite una tranvia a cavalli. Nel 1926 fu inaugurata sul medesimo tracciato una tranvia elettrica gestita dalla Società Tranvie Elettriche Provincia di Imperia (STEPI), che rimase in esercizio fino al 1947.

## Galleria d'immagini

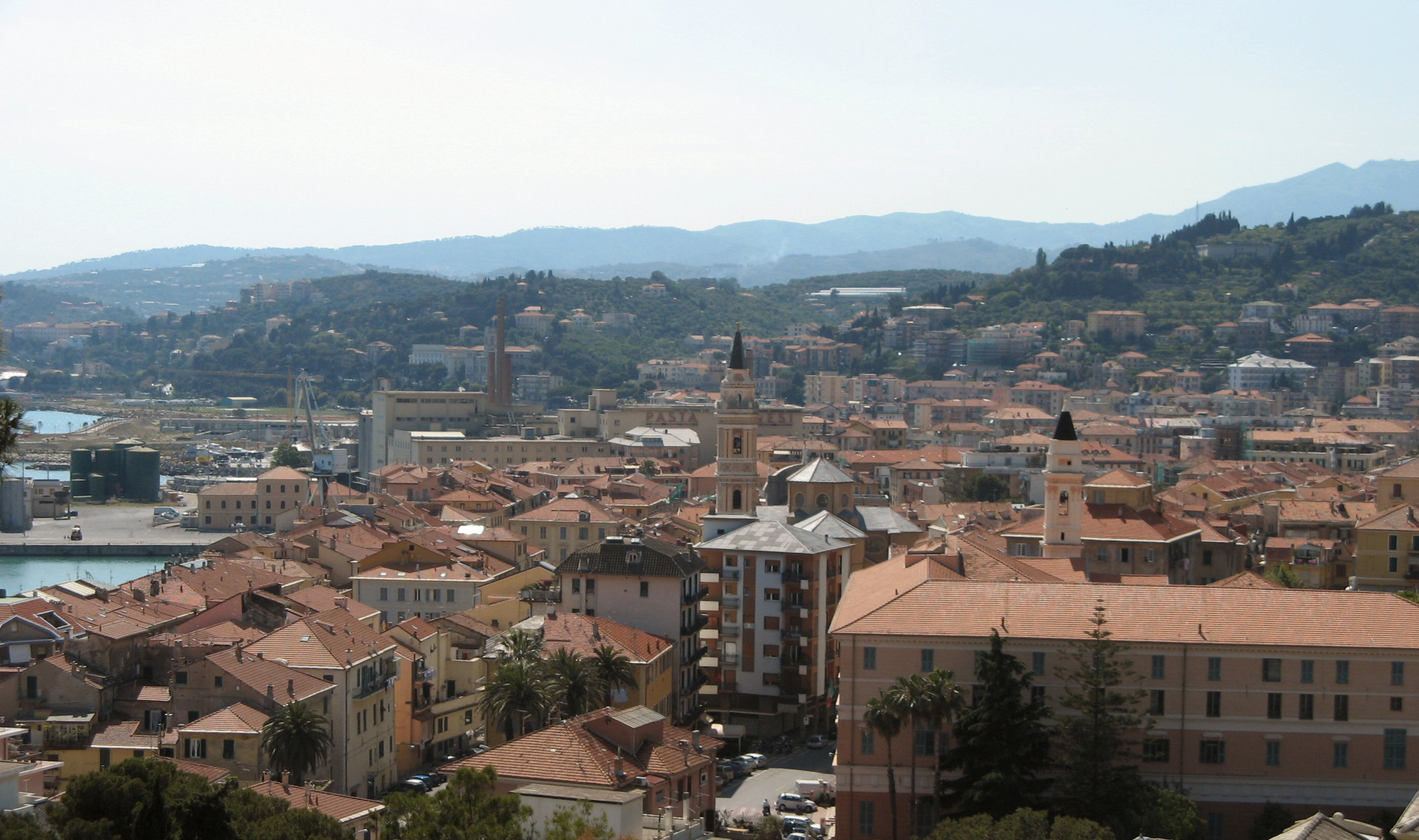
Panorama da est (notare lo stabilimento della Pasta Agnesi)
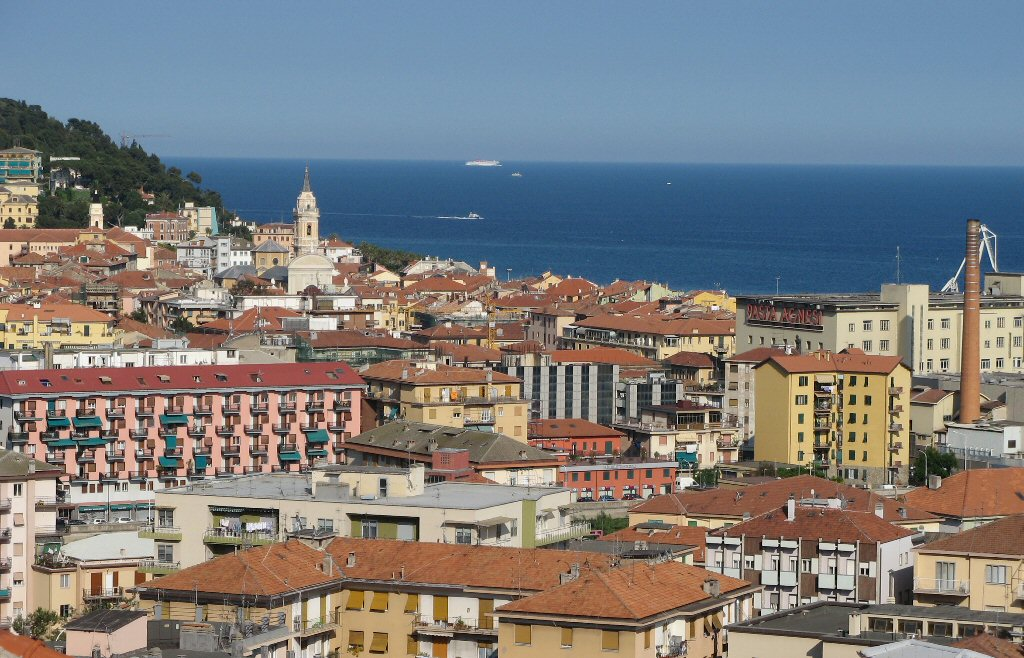
Panorama da ovest
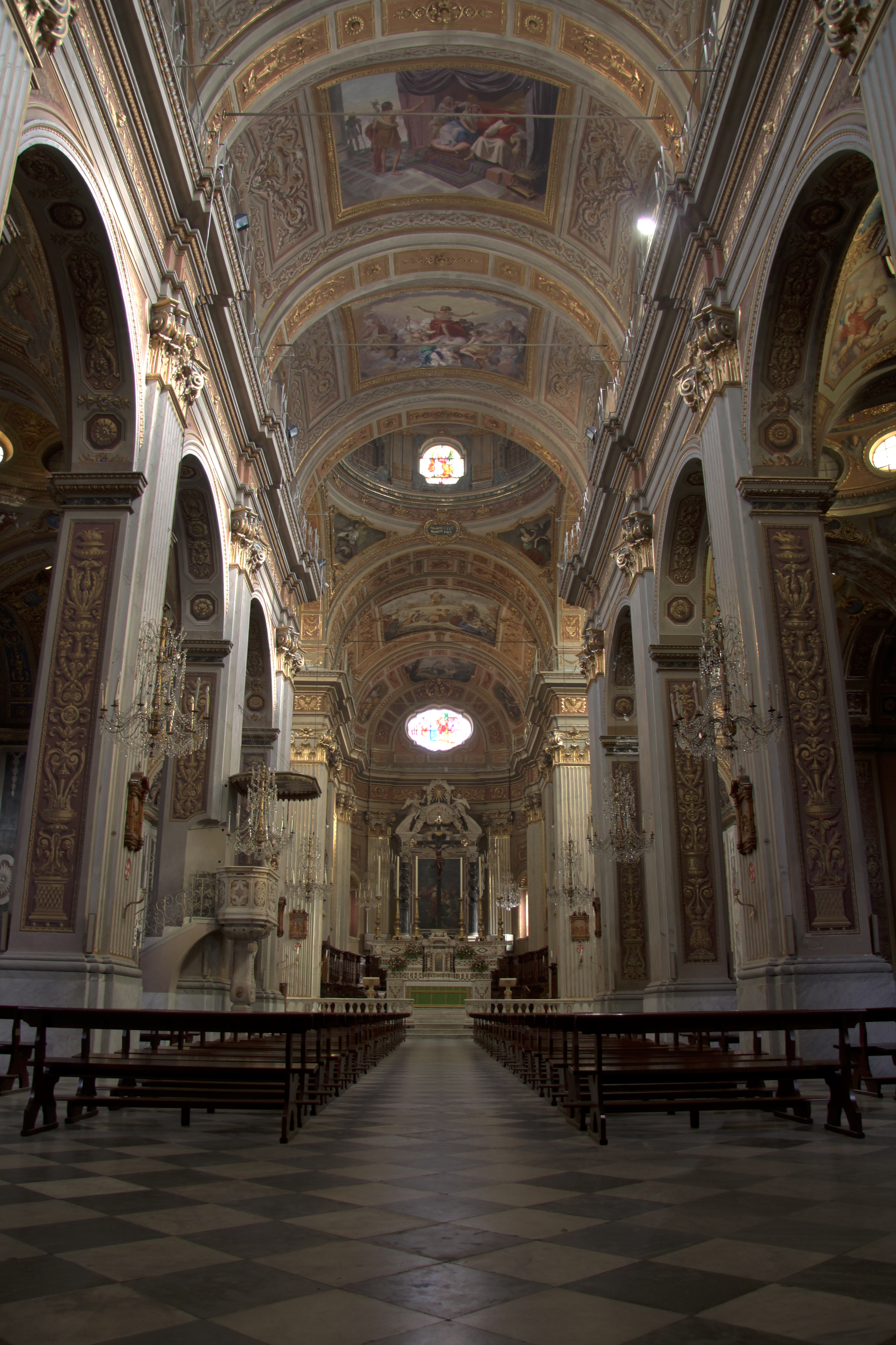
Interno di San Giovanni Battista
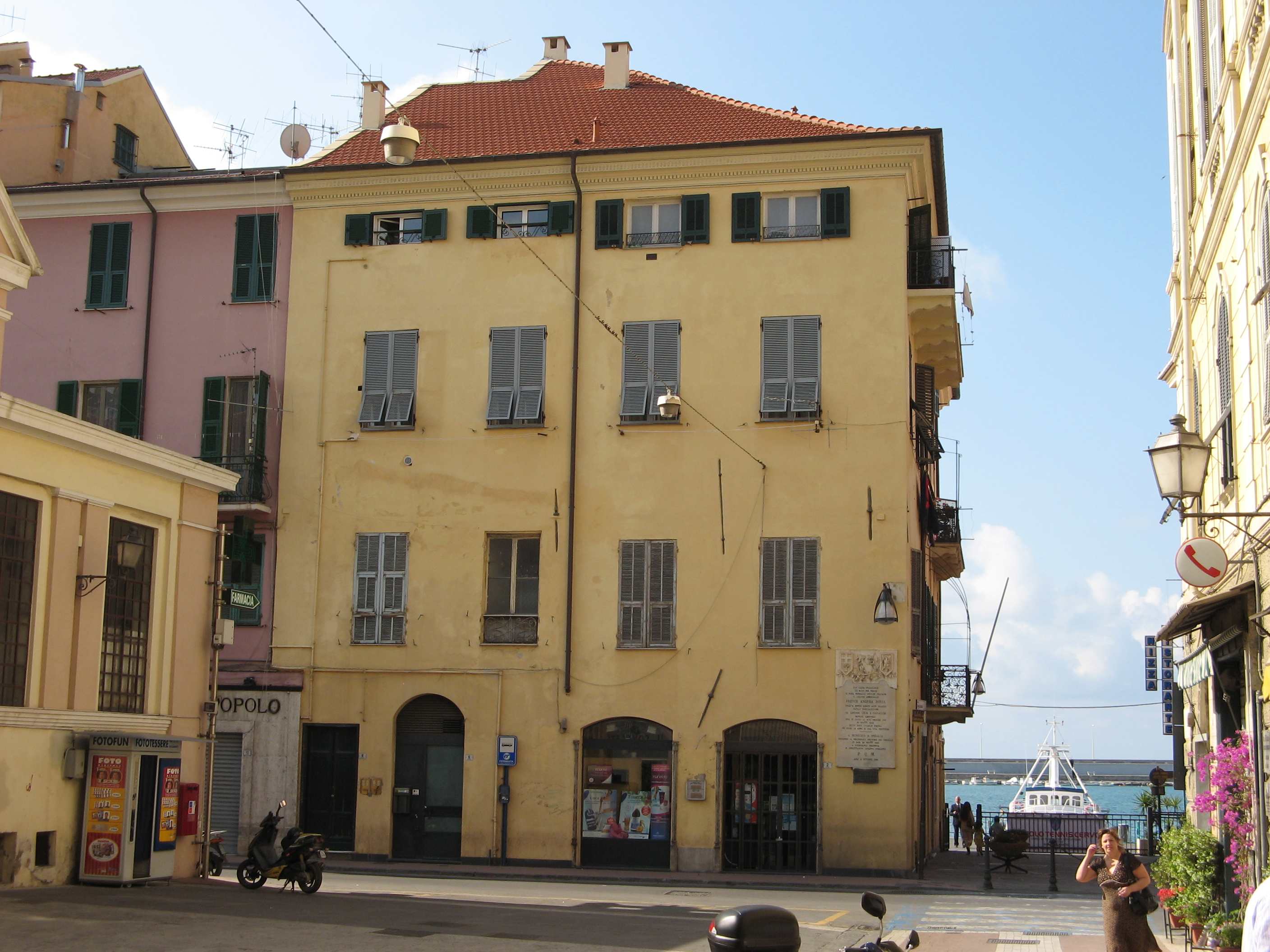
La casa natale di Andrea Doria
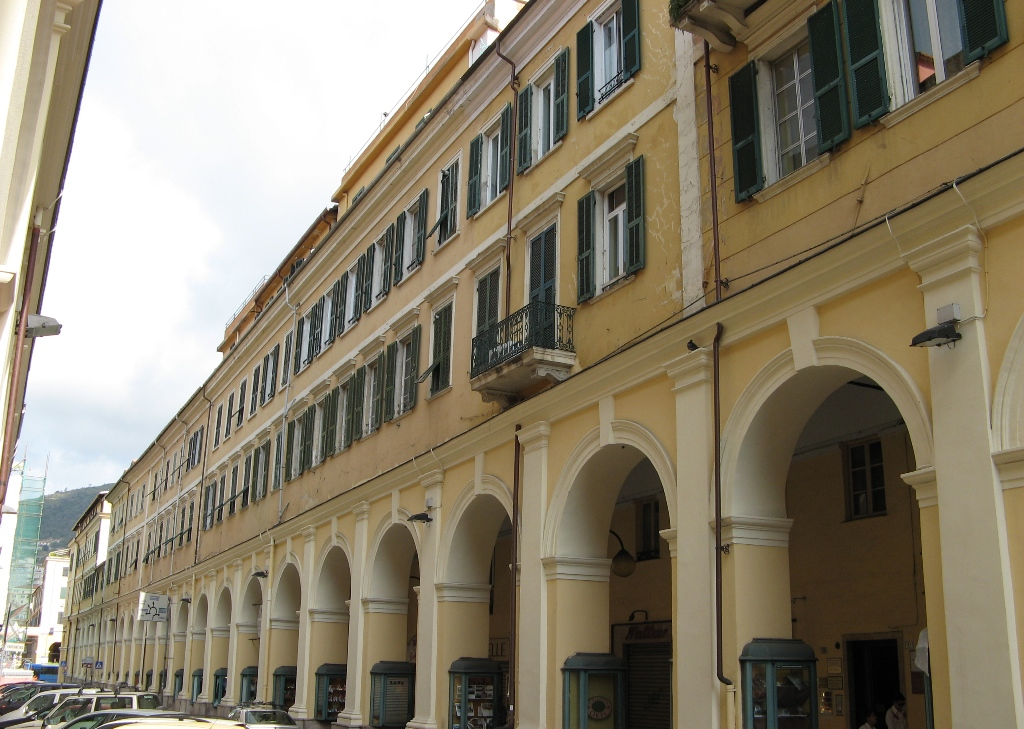
I portici di via Bonfante, in stile neoclassico
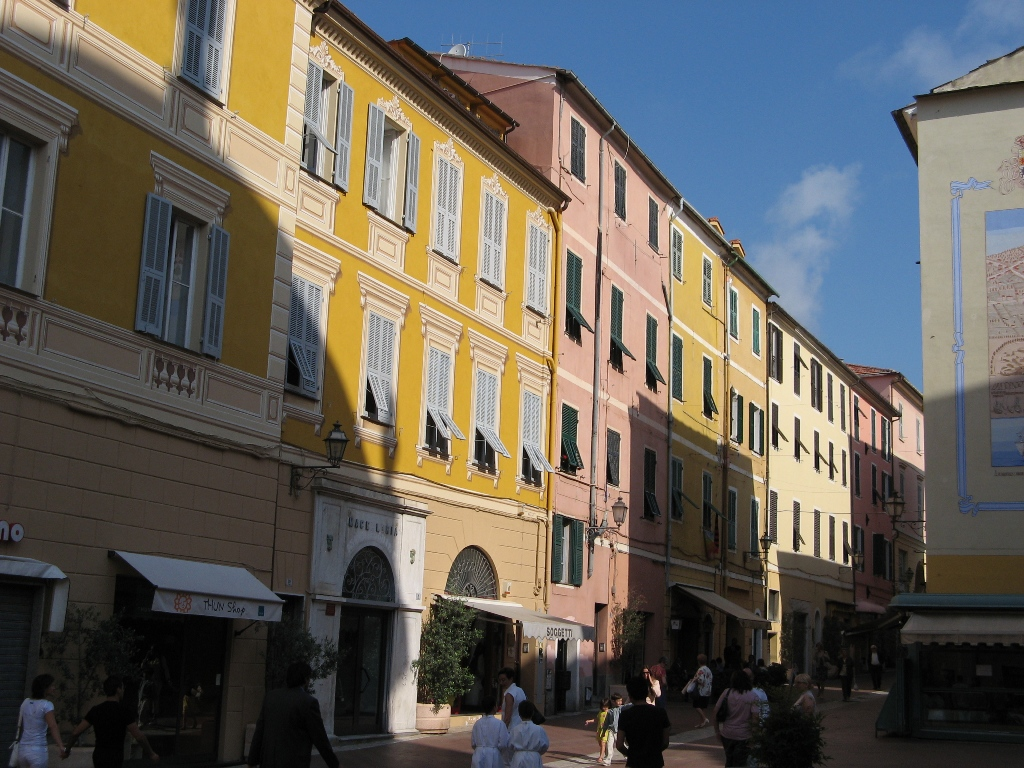
Via San Giovanni
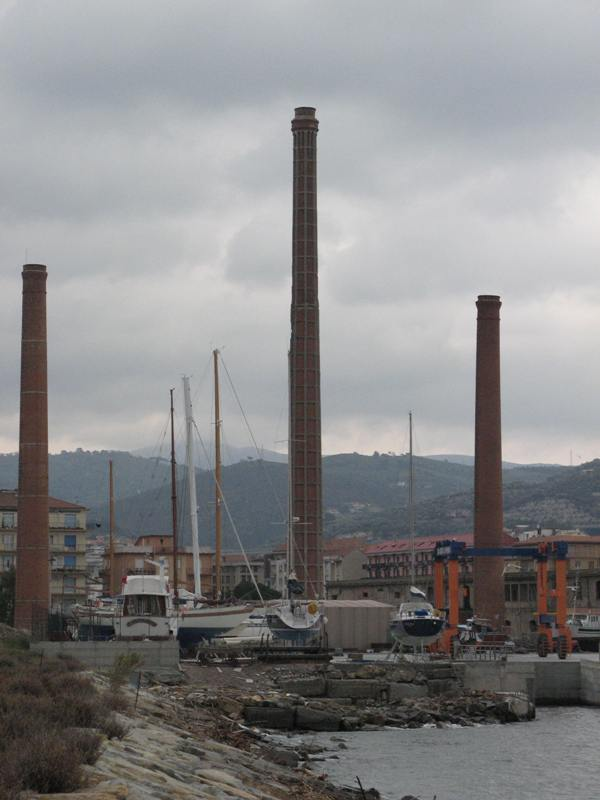
Resti delle Ferriere
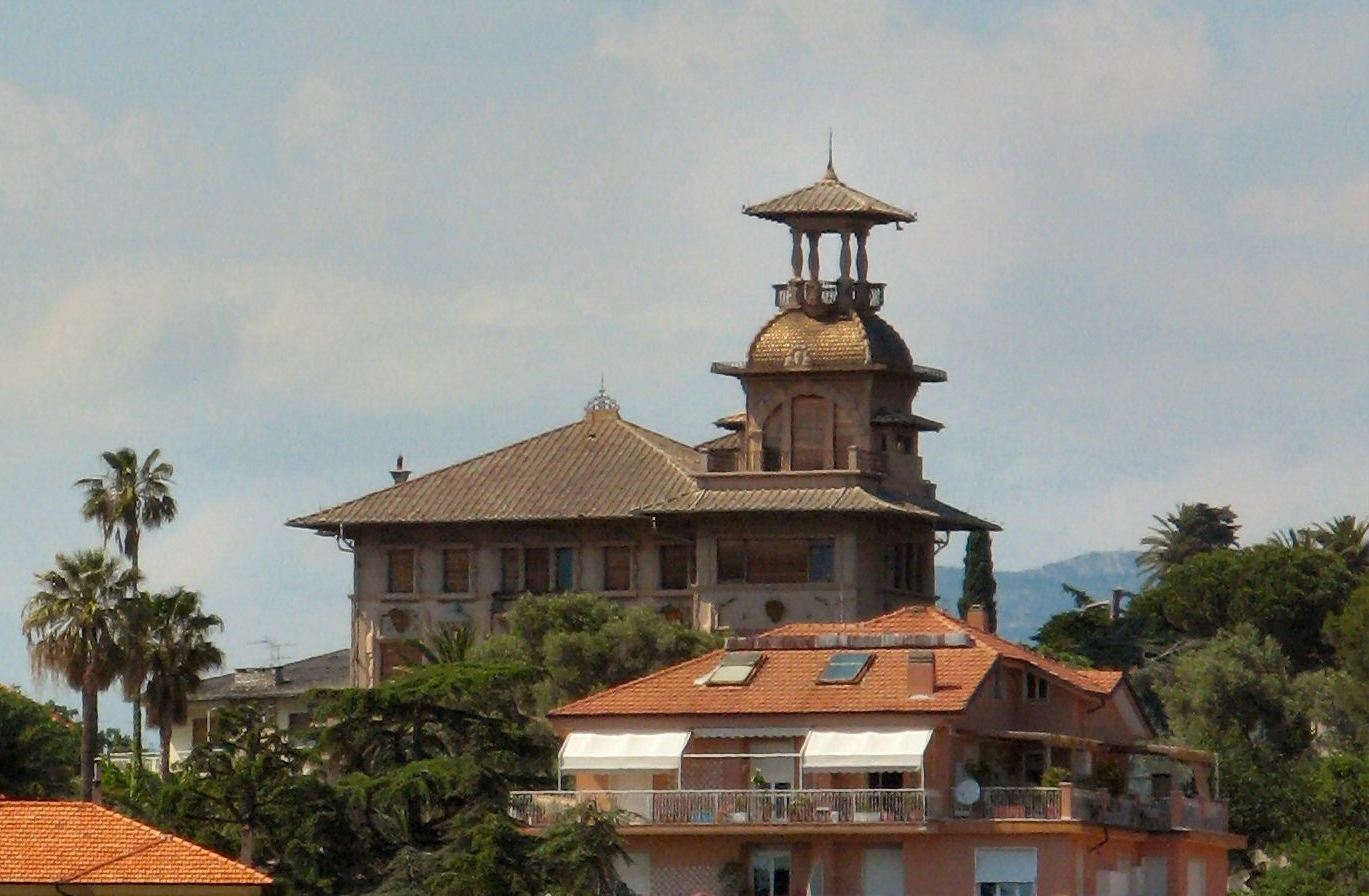
Villa Grock domina la collina "delle Cascine"
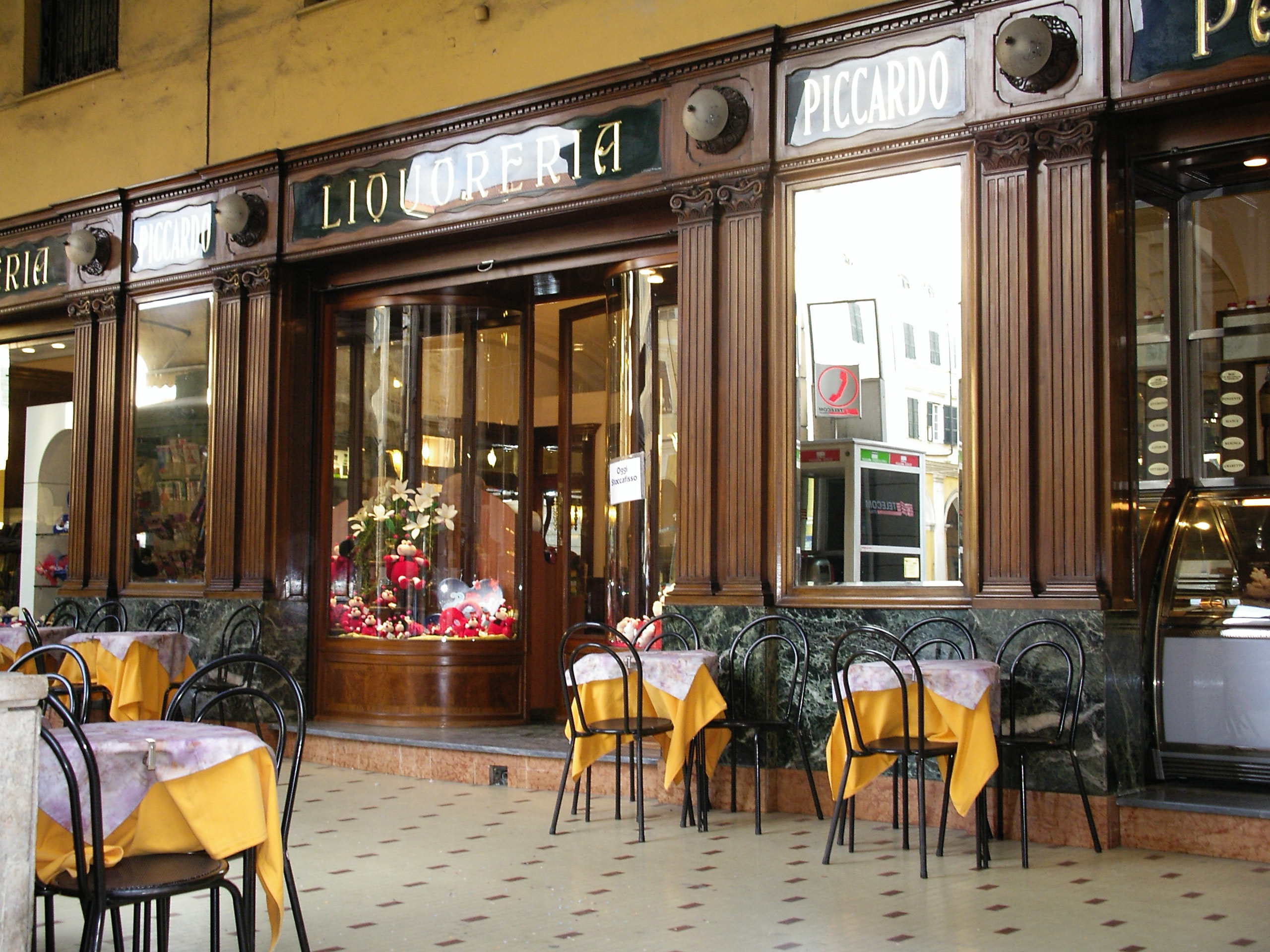
Le antiche facciate in mogano del Caffè Pasticceria Piccardo sotto i portici di piazza Dante
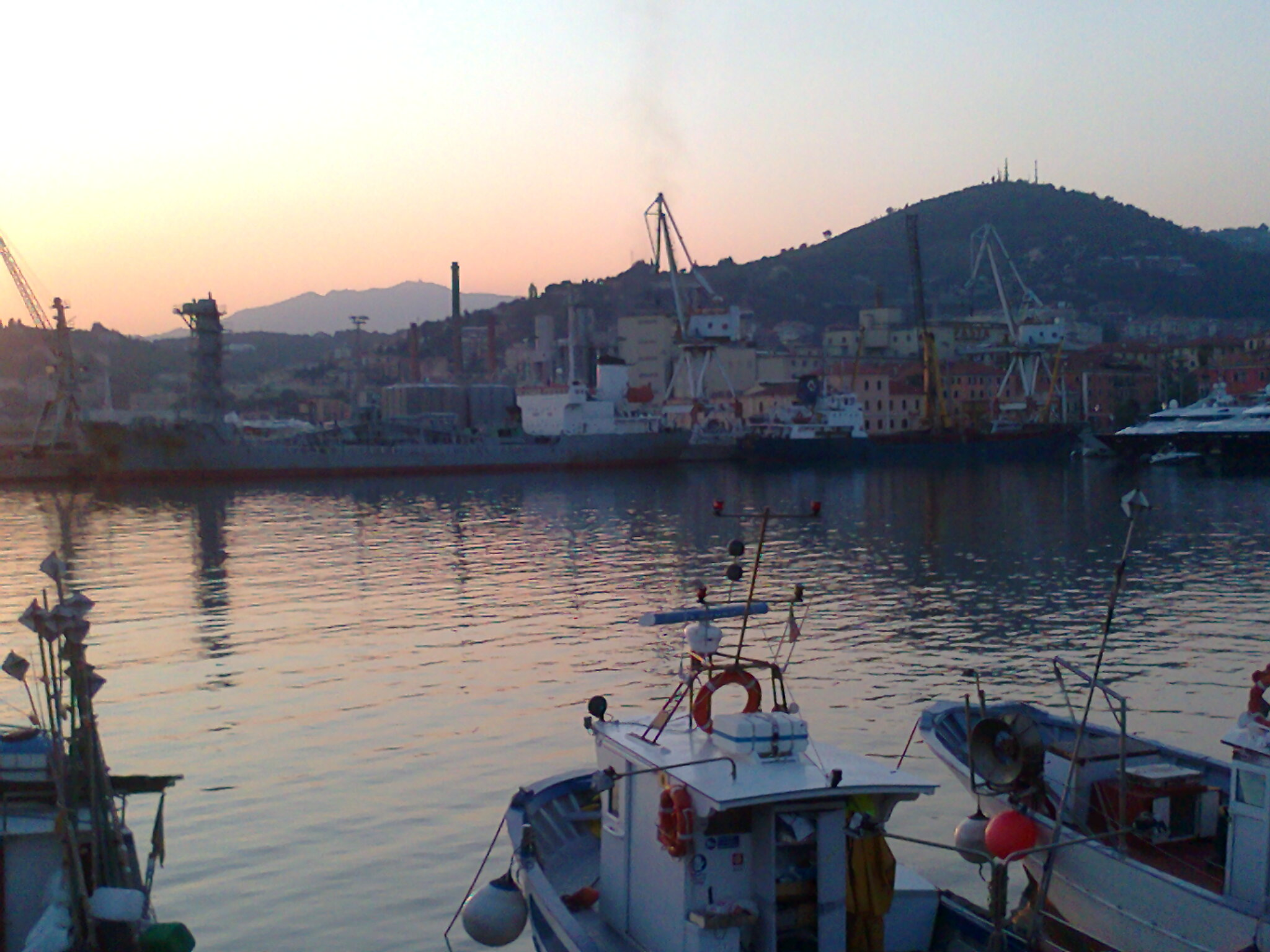
Porto